# Under the rain
Under the rain（アンダー ザ レイン）は、日本のロックバンドACIDMANの18枚目のシングル。2009年5月27日発売。

## 概要
アルバム『A beautiful greed』の先行シングルとなる。

## 収録曲
1. Under the rain(4:31)
2. 香路‐second line‐(3:45)
『創』収録曲のアレンジ

全曲作詞：大木伸夫、作曲・編曲：ACIDMAN

## 収録アルバム
- A beautiful greed (#1)
- ACIDMAN THE BEST (#1)